# Os Cupins
Os Cupins é um seriado de televisão infantojuvenil musical brasileiro criado por Roberto Machado Junior. Foi baseado no curta-metragem musical O Sumiço dos Dós, de 2006, dirigido por Roberto. Produzido pela Aiupa Produções, é exibido originalmente pela TV Cultura, posteriormente pela TV Rá-Tim-Bum, TV Escola, TV Brasil e pelo canal fechado Zoomoo; e chegou a ser exibido também na Argentina, no canal PakaPaka.
Sua primeira temporada, de treze episódios, teve financiamento da Agência Nacional do Cinema e do Fundo Setorial do Audiovisual, com desenvolvimento de junho de 2008 até iniciar produção em agosto de 2011, exibida desde junho de 2012.
Desde 8 de julho de 2013 é exibida "todos os dias" pela TV Rá-Tim-Bum; e desde 14 de abril de 2014 no programa Hora da Criança, da TV Brasil.
Em junho de 2017, foi anunciada pela Cultura como tendo um revival da série para uma segunda temporada, estreado em 1 de julho de 2017; a partir desta temporada, a série tem o financiamento adicional do Banco Regional de Desenvolvimento do Extremo Sul.

## Sinopse

### Primeira temporada
A primeira temporada do seriado teve como principal objetivo, mostrar as características de cada personagem, para que o público se enturmasse. As ações da temporada se passam no apartamento do músico João Cláudio, apelidado como Joca, que mostra ao telespectador vários instrumentos e ritmos musicais, além de se aprofundar na história da música. O que ele mais gosta de tocar é o piano, porém, seus ensaios e performances no instrumento incomodam os dois cupins que se mudaram justamente para lá, que se chamam Cupim e Cupincha, sendo que este último detesta música, enquanto o primeiro tenta esconder sua "queda" pela mesma. Durante os episódios, eles olham o que Joca faz por um buraco feito no piano, até que Cupim elabora um plano para irritar o músico, a ponto de que ele se mude do lugar, e que eles fiquem sozinhos com todo o piano para eles. As ações dos episódios são cantados por bustos que estão na estante, observando tudo o que acontece; cada um representa um naipe musical: Beethoven representa o soprano, Makeba representa o contralto, Palhaço representa o tenor e Montserrat representa o barítono. O plano dos dois sempre dão certo, mas Joca resiste e pede ajuda para sua amiga e vizinha Clarinha, pela webcam. Para resolver os problemas do amigo, ela sempre indica um homem sem rosto chamado Queirós, o faz tudo que trabalha em qualquer serviço. Para atrapalhar mais ainda a vida de Joca, seus pais Vida e Vidinha, em todos os episódios ambos pedem dinheiro para fazer alguma coisa e assim continuarem viajando mundo afora, mas acabam se perdendo e brigando mais do que se ajudando para se localizarem.

### Segunda temporada
Na segunda temporada do seriado, as ações dos episódios passam a ser mais dinâmicas, além de não focar apenas na vingança dos cupins contra Joca, sendo que agora um novo personagem surge na história: Bartolomeu, apelidado como Bartô, colega de aprendizagem musical de Joca, na qual seus pais insistiram bastante para que ele morasse junto com o amigo. Acontece que ele é bem folgado, se trancando toda hora no banheiro, gastando papel higiênico, além de não ter higiene alguma, fazendo com que a relação entre os dois se torne instável, pois ora discutem, ora se ajudam nos projetos. No episódio onde ocorre sua primeira aparição, ele se encanta com Clarinha, causando ciúmes em Joca, a ponto de fazerem um duelo musical. No início da temporada, Vida e Vidinha caem sem querer de um navio, e ficam à deriva no mar, até encontrarem um ET chamado Exatix, que tenta mandar um recado sobre eles para Joca, mas acaba parando no piano, onde estão os Cupins, que o usam para irritar o músico. Agora os planos dos dois insetos quase não dão certo, sobrando para eles.

## Personagens

### Principais
- João Cláudio (Joca) (Álvaro Petersen) - É o multi-instrumentista do estúdio onde se passa a série. Joca toca vários instrumentos, em vários estilos musicais, e sabe muito sobre música e dança.
- Cupim e Cupincha (Eduardo Alves e Álvaro Petersen) - São os cupins da série. Eles moram no piano do Joca e detestam música. Eles sempre bolam um plano para atrapalhar Joca.

### Secundários
- Clarinha (Clara Sandroni) - É a melhor amiga de Joca. Clarinha é uma uma menina cheia de atitude que gosta de ajudar o Joca mas que acaba metendo ele em confusão.
- Vida e Vidinha (Ricardo Côrte Real e Eduardo Alves) - São dois músicos, ex-hippies, pais do Joca, que viajam o mundo se apresentando em diversos lugares. Eles vivem pedindo dinheiro para o filho, para financiar suas viagens.
- Os Bustos (Fernando Gomes, Eduardo Alves, André Milano e Paulo Henrique) - São quatro bustos animados que ficam na estante do estúdio do Joca. Eles cantam no decorrer dos episódios e representam os quatro naipes musicais: Beethoven: Soprano - Makeba: Contralto - Palhaço: Tenor - Montserrat: Barítono
- Queirós, o homem sem rosto (Roberto Machado Júnior) - Aparece sempre com uma profissão diferente em cada episódio. É um tipo de "faz-tudo" que sempre aparece para piorar as coisas.

## Livros
A série de TV gerou três coleções de livros lançadas pela Barsa/Editora Planeta:
- Barsa Os Cupins - um kit paradidático composto de 3 livros, 3 DVDs e 3 CDs para formação de educadores no ensino de música para crianças do Ciclo Fundamental.
- Os Cupins - O Livro de Desatividades dos Cupins. Com atividades lúdicas sobre música.
- Os Cupins - 3 livros de histórias adaptados dos episódios da série: "O Ritmo", "O Sumiço das Notas do Piano", "A Música no Mundo"